# تولیو آلتامورا
تولیو آلتامورا (ایتالیایی: Tullio Altamura؛ زادهٔ ۱۸ ژوئیهٔ ۱۹۲۴) بازیگر اهل ایتالیا است که بیشتر بابت نقش‌هایش در فیلم‌های وسترن اسپاگتی در دههٔ ۱۹۶۰ میلادی شناخته می‌شود.
از فیلم‌های او می‌توان به مرگ جنسیت ندارد، کنت آکوئیلا، شب‌های پرحرارت پوپیا، لیبرا، عشق من، پسر عقاب سیاه و ساموآ، ملکه جنگل اشاره کرد.